# Kuřívody
Kuřívody (deutsch Hühnerwasser) ist ein Ortsteil und der Verwaltungssitz der Stadt Ralsko im Okres Česká Lípa, Tschechien.

## Geographie
Kuřívody befindet sich zehn Kilometer südöstlich von Mimoň im Kummergebirge. Durch den Ort führt die Staatsstraße 268 zwischen Mimoň und Mnichovo Hradiště.

## Geschichte
Der Ort wurde wahrscheinlich im Zuge der Errichtung der Burg Bösig gegründet. Das in einigen Schriften genannte Gründungsjahr 1249 ist nicht belegbar. 1269 erhob Přemysl Ottokar II. das an der bedeutsamen Handelsstraße von Prag nach Zittau gelegene Vristad (Freistadt) zum Markt. Besitzer waren ab 1279 die Herren von Krawarn. 1292 erwarb das Geschlecht der Berka von Dubá Vristad. Im 14. Jahrhundert setzte sich die Bezeichnung Kurziwoda für den Markt durch. 
Nach der Schlacht am Weißen Berg wurde 1622 der Besitz von Bohuchval Berka von Dubá konfisziert, darunter auch Weißwasser, und an Albrecht von Waldstein verkauft. In der nachfolgenden Zeit wurde der Ort durch Deutsche besiedelt und wurde als Hühnerwasser bezeichnet.

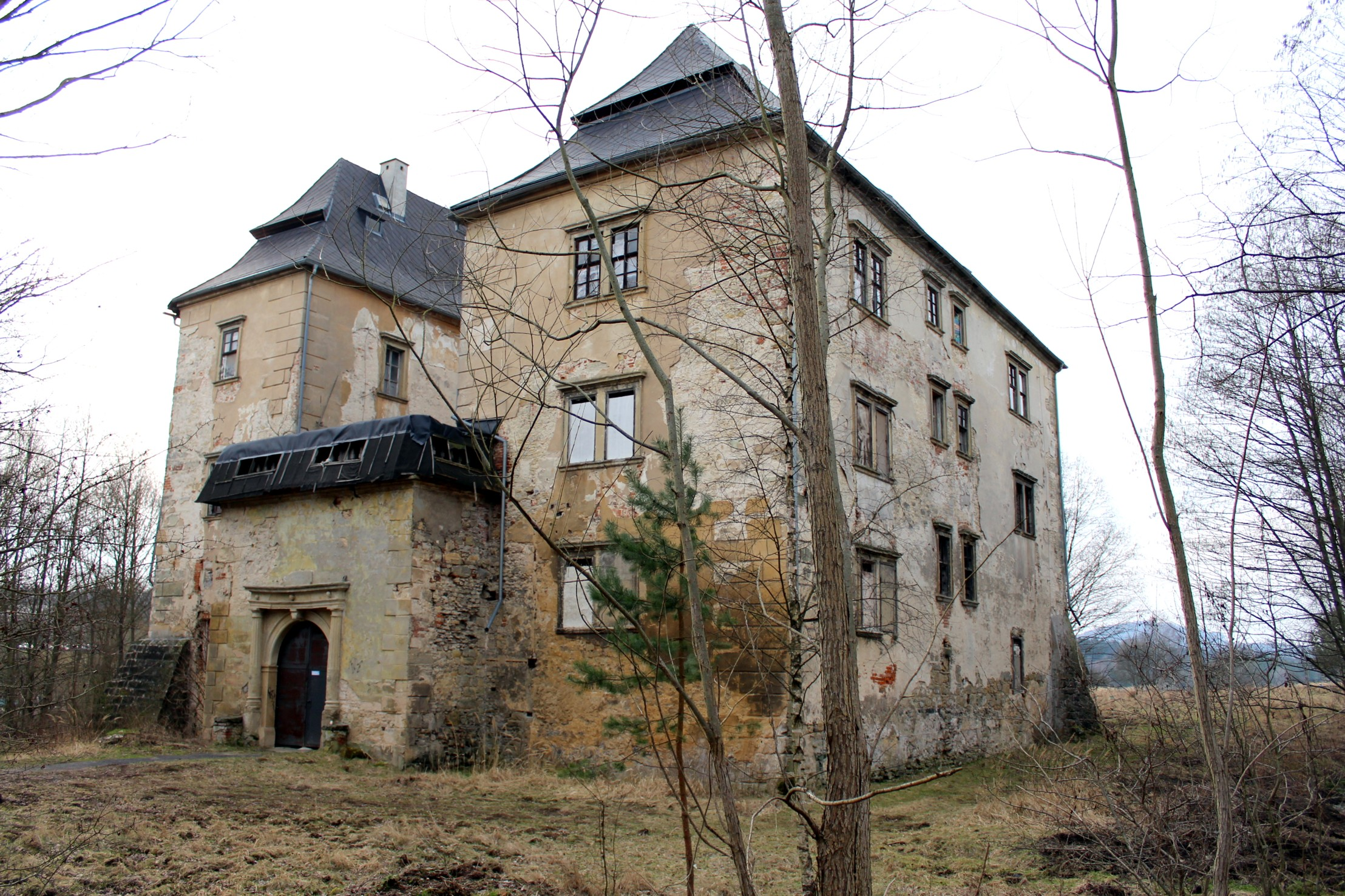
Schloss Kuřívody

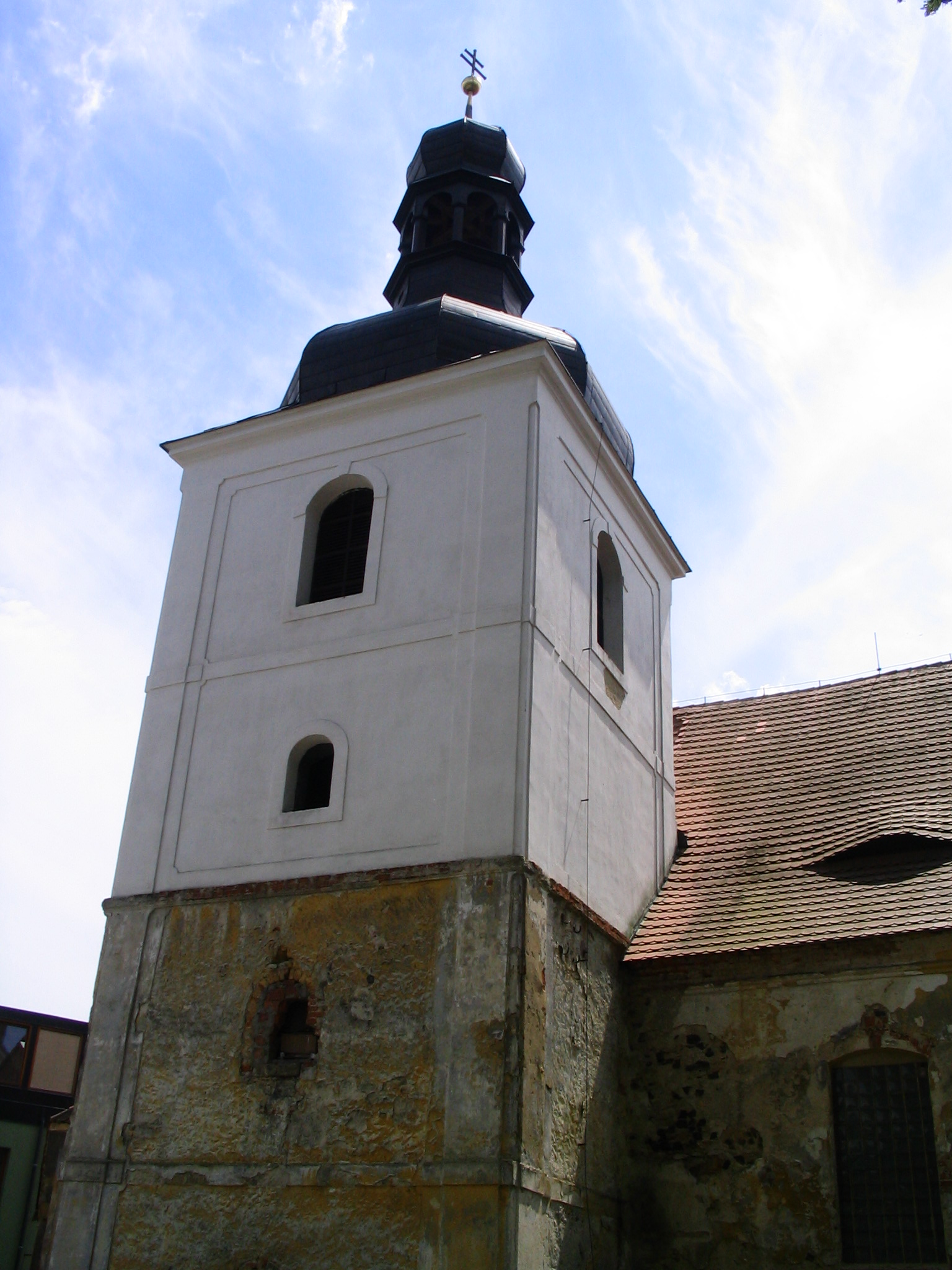
St. Georgs-Kirche in Kuřívody

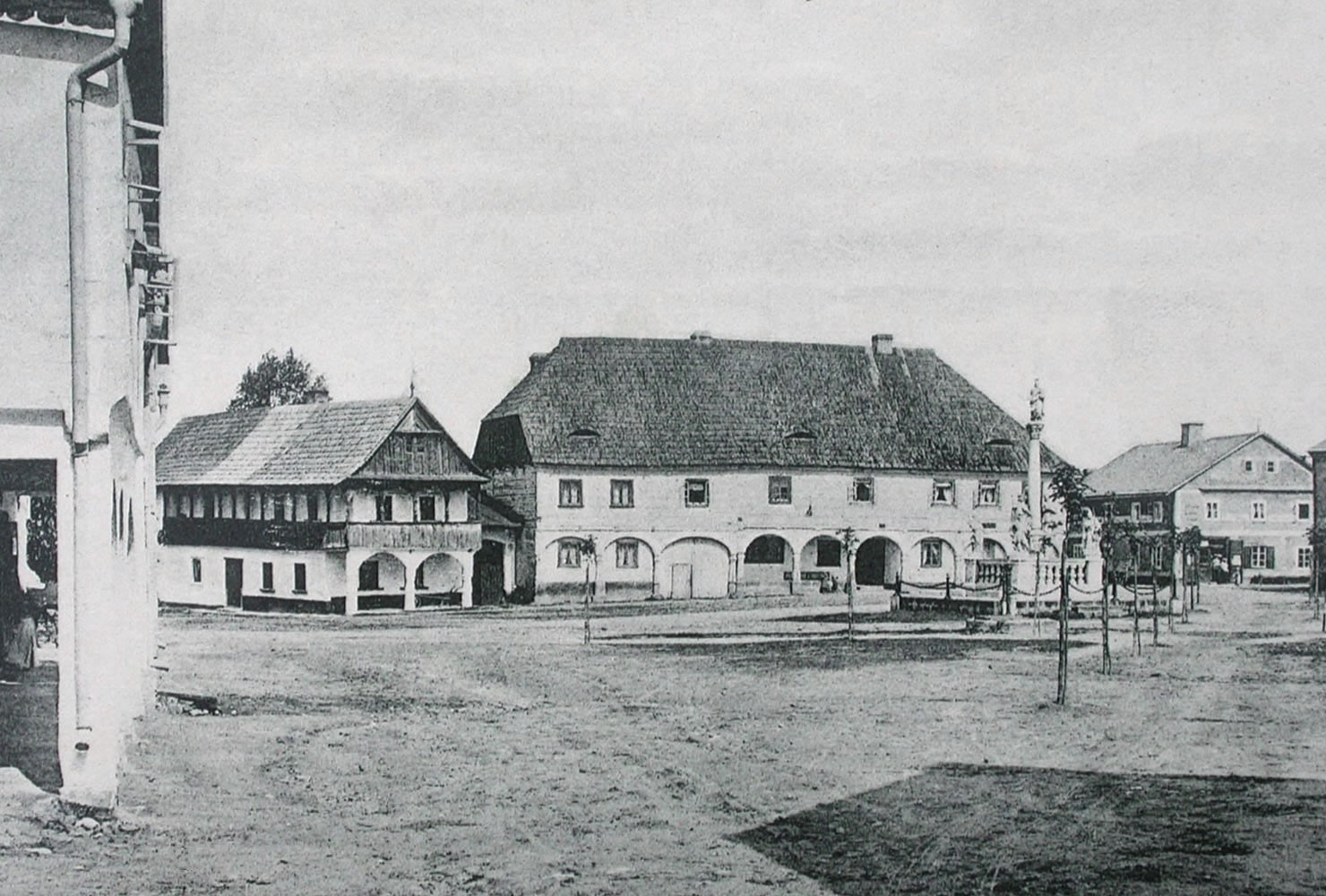
Historische Aufnahme der Alten Posthalterei am Markt

Nach der Aufhebung der Patrimonialherrschaften bildete Hühnerwasser ab 1850 mit dem Ortsteil Straßdorf eine Marktgemeinde im Bunzlauer Kreis und Gerichtsbezirk Niemes. Während des Deutschen Krieges kam es am 26. Juni 1866 zum Gefecht bei Hühnerwasser zwischen preußischen und österreichischen Truppen. 1880 hatte der Marktflecken im Bezirk Böhmisch Leipa 1277 Einwohner. 1921 lebten 924 Menschen in Hühnerwasser. Nach dem Zweiten Weltkrieg wurden die meisten der Deutschen, die etwa 95 % der Einwohnerschaft ausmachten, vertrieben. 1947 musste auch die frisch eingezogene tschechische Bevölkerung den Ort räumen und der Truppenübungsplatz Ralsko entstand. Nach der Niederschlagung des Prager Frühlings wurde der Truppenübungsplatz von den sowjetischen Truppen übernommen, die die ursprüngliche Stadtbebauung zu großen Teilen beseitigten und durch Kasernenbauten und Wohnblöcke ersetzten.
Nach dem Abzug der Sowjets im Jahre 1991 wurde mit der schrittweisen Sanierung des Ortes begonnen und er wurde seit 1992 wieder besiedelt. Erste Bewohner waren Wolhynientschechen aus den durch die Tschernobylkatastrophe betroffenen ukrainischen Dörfern Mala Subiwschtschyna (Malá Zubovština) im Rajon Korosten und Malyniwka (Malinovka) im Rajon Malyn. 1991 hatte der Ort 524 Einwohner. Im Jahre 2001 bestand das Dorf aus 50 Wohnhäusern, in denen 383 Menschen lebten. Kuřívody wurde das Verwaltungszentrum der auf dem früheren Truppenübungsplatz errichteten Gemeinde Ralsko, die 2006 zur Stadt erhoben wurde. Am 14. Juli 2010 erfolgte auf Beschluss der Stadtvertretung eine Neugliederung des Stadtgebietes von Ralsko. Aus dem Ortsteil Kuřívody wurde dabei der neue Ortsteil Jabloneček ausgegliedert.
Zum Kataster von Kuřívody gehört die Wüstung Strážov.

## Sehenswürdigkeiten
- Kirche St. Georg, teilweise saniert
- Schloss, in ruinösem Zustand

## Söhne und Töchter des Ortes
- Willibald Gatter (1896–1973), Automobilfabrikant